# Saint-Christophe-la-Couperie
Saint-Christophe-la-Couperie ([sɛ̃ kʁisˈtɔf la kuˈpʁi] ⓘ) ist eine Ortschaft und ehemalige französische Gemeinde mit 808 Einwohnern (Stand: 1. Januar 2022) im Département Maine-et-Loire in der Region Pays de la Loire. Sie gehörte zum Arrondissement Cholet. Die Einwohner werden Christoforiens und Christoforiennes  genannt.
Der Erlass der Präfektin vom 23. November 2015 legte mit Wirkung zum 15. Dezember 2015 die Eingliederung von Saint-Christophe-la-Couperie als Commune déléguée zusammen mit den früheren Gemeinden Champtoceaux, Bouzillé, Drain, Landemont, La Varenne, Liré, Saint-Laurent-des-Autels, und Saint-Sauveur-de-Landemont zur Commune nouvelle Orée d’Anjou fest.

## Geografie

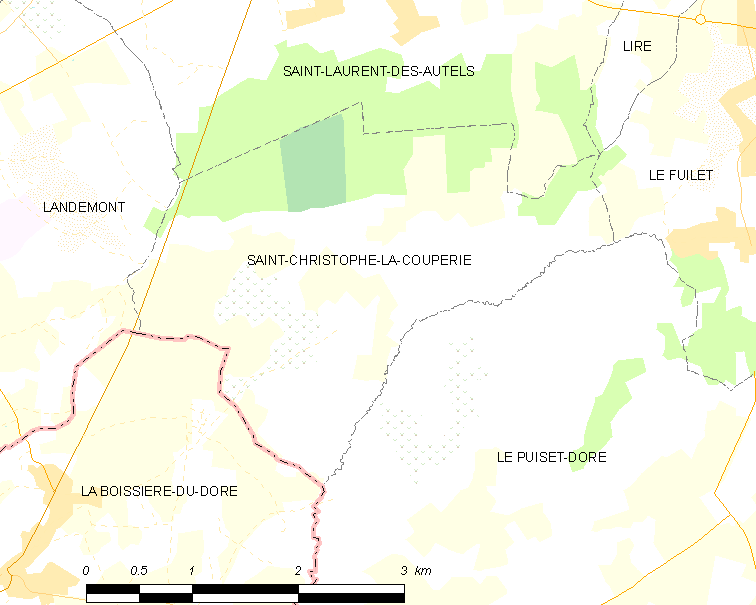
Karte von Saint-Christophe-la-Couperie

Saint-Christophe-la-Couperie liegt etwa 53 Kilometer südwestlich von Angers, etwa 31 Kilometer nordwestlich von Cholet und etwa 29 Kilometer östlich von Nantes an der Grenze zum benachbarten Département Loire-Atlantique. Der Ort befindet sich in der Région naturelle der Mauges, Teil der historischen Provinz des Anjou.
Der Ort befindet sich an den südöstlichen Ausläufern des Armorikanischen Massivs. Aus geologischer Sicht befindet sich das Ortsareal vollständig auf metamorphem Gestein aus dem unteren Silur. Der tonhaltige Boden liefert Material für die Produktion von Ziegelsteinen und Fliesen.
Das Ortsgebiet liegt im Einzugsgebiet der Loire und wird entwässert von der Divatte, die es im Südosten begrenzt, sowie von kleineren Fließgewässern.
Der Bodenrelief zeigt eine hügelige Landschaft auf einer Hochebene, mit einer höchsten Erhebung von 104 m am südlichen Rand des ausgedehnten Waldgebiets Forêt de la Foucadière, das einen großen Teil des Nordens bedeckt. Das Ortszentrum liegt auf etwa 90 m, der niedrigste Punkt wird mit 74 m im äußersten Süden am Austritt der Divatte aus dem Ortsgebiet gemessen.
Umgeben wird Saint-Christophe-la-Couperie von zwei Nachbargemeinden und drei Communes déléguées von Orée d’Anjou:
|                                         | Saint-Laurent-des-Autels (Orée d’Anjou)     | Liré(Orée d’Anjou)   |
| Landemont (Orée d’Anjou)                | Kompassrose, die auf Nachbargemeinden zeigt |                      |
| La Boissière-du-Doré (Loire-Atlantique) |                                             | Montrevault-sur-Èvre |

## Etymologie und Geschichte
Der Ursprung des Zusatzes „La Couperie“ stammt aus dem Altfranzösischen und bezeichnet eine gerodete Stelle. Frühere Formen waren Sanctus Christoforus (1082–1094), La Choperia (1180), La Coperia (1185), Saint Christophe de la Couperie (1793), Saint-Christophe-de-la-Couperie (1801, 1877).
Auf dem Gebiet des Orts wurden fünf Äxte aus poliertem Stein, eine doppelschneidige Axt, eine Axt mit gerader Kante, ein Absatzbeil aus Bronze und ein Armband aus Bronze gefunden.
Der Zeitpunkt der Gründung der Kirche ist nicht bekannt. Es könnte aber die Kapelle der Burg La Couperie am Ende des 12. Jahrhunderts sein. Eine Pfarrgemeinde scheint seit dem 16. Jahrhundert gebildet worden sein, denn Charles de la Roche, Seigneur von La Couperie, bezeichnet sich im Juni 1543 zweimal als ihr Mitglied. Seit dem 17. Jahrhundert wird die Existenz eines Vikars oder Kaplans bescheinigt. Allein ein bischöflicher Erlass vom 4. Februar 1766 bildete eine eigene Pfarrgemeinde im Bistum Nantes, beschickt abwechselnd vom Papst und vom Bischof. Der Seigneur der Pfarrgemeinde war der Baron von Champtoceaux.
Am Ende des Ancien Régime gehörte die Pfarrgemeinde zum Bistum Nantes, zum Dekanat Clisson, zur Élection und Présidial von Angers sowie zum Einzugsgebiet der Gabelle von Saint-Florent-le-Vieil.
Die Eisenbahnlinie des Petit-Anjou von Nantes nach Cholet wurde Ende des 19. Jahrhunderts in Betrieb genommen und durchquerte auch Landemont.

## Bevölkerungsentwicklung
| Saint-Christophe-la-Couperie: Einwohnerzahlen von 1793 bis 2020                                                            | Saint-Christophe-la-Couperie: Einwohnerzahlen von 1793 bis 2020 | Saint-Christophe-la-Couperie: Einwohnerzahlen von 1793 bis 2020 | Saint-Christophe-la-Couperie: Einwohnerzahlen von 1793 bis 2020 | Saint-Christophe-la-Couperie: Einwohnerzahlen von 1793 bis 2020 |
| --- | --------------------------------------------------------------- | --------------------------------------------------------------- | --------------------------------------------------------------- | --------------------------------------------------------------- |
| Jahr |                                                                 |                                                                 |                                                                 | Einwohner                                                       |
| 1793 | 1793                                                            |                                                                 | 934                                                             | 934                                                             |
| 1800 | 1800                                                            |                                                                 | 311                                                             | 311                                                             |
| 1806 | 1806                                                            |                                                                 | 450                                                             | 450                                                             |
| 1821 | 1821                                                            |                                                                 | 515                                                             | 515                                                             |
| 1831 | 1831                                                            |                                                                 | 567                                                             | 567                                                             |
| 1836 | 1836                                                            |                                                                 | 577                                                             | 577                                                             |
| 1841 | 1841                                                            |                                                                 | 566                                                             | 566                                                             |
| 1846 | 1846                                                            |                                                                 | 608                                                             | 608                                                             |
| 1851 | 1851                                                            |                                                                 | 581                                                             | 581                                                             |
| 1856 | 1856                                                            |                                                                 | 566                                                             | 566                                                             |
| 1861 | 1861                                                            |                                                                 | 575                                                             | 575                                                             |
| 1866 | 1866                                                            |                                                                 | 610                                                             | 610                                                             |
| 1872 | 1872                                                            |                                                                 | 584                                                             | 584                                                             |
| 1876 | 1876                                                            |                                                                 | 590                                                             | 590                                                             |
| 1881 | 1881                                                            |                                                                 | 588                                                             | 588                                                             |
| 1886 | 1886                                                            |                                                                 | 601                                                             | 601                                                             |
| 1891 | 1891                                                            |                                                                 | 572                                                             | 572                                                             |
| 1896 | 1896                                                            |                                                                 | 556                                                             | 556                                                             |
| 1901 | 1901                                                            |                                                                 | 544                                                             | 544                                                             |
| 1906 | 1906                                                            |                                                                 | 511                                                             | 511                                                             |
| 1911 | 1911                                                            |                                                                 | 502                                                             | 502                                                             |
| 1921 | 1921                                                            |                                                                 | 508                                                             | 508                                                             |
| 1926 | 1926                                                            |                                                                 | 466                                                             | 466                                                             |
| 1931 | 1931                                                            |                                                                 | 443                                                             | 443                                                             |
| 1936 | 1936                                                            |                                                                 | 440                                                             | 440                                                             |
| 1946 | 1946                                                            |                                                                 | 441                                                             | 441                                                             |
| 1954 | 1954                                                            |                                                                 | 435                                                             | 435                                                             |
| 1962 | 1962                                                            |                                                                 | 434                                                             | 434                                                             |
| 1968 | 1968                                                            |                                                                 | 436                                                             | 436                                                             |
| 1975 | 1975                                                            |                                                                 | 440                                                             | 440                                                             |
| 1982 | 1982                                                            |                                                                 | 451                                                             | 451                                                             |
| 1990 | 1990                                                            |                                                                 | 447                                                             | 447                                                             |
| 1999 | 1999                                                            |                                                                 | 455                                                             | 455                                                             |
| 2006 | 2006                                                            |                                                                 | 637                                                             | 637                                                             |
| 2013 | 2013                                                            |                                                                 | 850                                                             | 850                                                             |
| 2020 | 2020                                                            |                                                                 | 791                                                             | 791                                                             |
| Quelle(n): EHESS/Cassini bis 1999, INSEE ab 2006 Anmerkung(en): Ab 1962 offizielle Zahlen ohne Einwohner mit Zweitwohnsitz |                                                                 |                                                                 |                                                                 |                                                                 |

Der Bevölkerungsrückgang am Ende des 18. und zu Beginn des 19. Jahrhunderts ist eine Folge der Unruhen im Rahmen des Aufstands der Vendée.

## Sehenswürdigkeiten
- Pfarrkirche Saint-Christophe im neogotischen Stil im späten 19. Jahrhundert errichtet
- Schloss Foucaudière an der Grenze zum Nachbarort Saint-Laurent-des-Autels, heute ein Gästehaus
- Mühlenturm Les Héronnières

## Belege
1. ↑  Recueil spécial des actes administratifs de la préfecture. (PDF) Département Maine-et-Loire, 25. November 2015, S. 15–17, abgerufen am 20. August 2025 (französisch).
2. 1 2  Célestin Port, Seiten 37–39
3. 1 2  Bienvenue à Saint-Christophe-la-Couperie. Gemeinde Orée d’Anjou, abgerufen am 20. August 2025 (französisch).
4. 1 2  Notice Communale Saint-Christophe-la-Couperie. EHESS, abgerufen am 20. August 2025 (französisch).
5. ↑  Populations légales 2006 Commune de Saint-Christophe-la-Couperie (49270). INSEE, abgerufen am 20. August 2025 (französisch).
6. ↑  Populations légales 2013 Commune de Saint-Christophe-la-Couperie (49270). INSEE, abgerufen am 20. August 2025 (französisch).
7. ↑  Populations légales 2020. INSEE, abgerufen am 20. August 2025 (französisch).